# Comtat de San Benito
El Comtat de San Benito és un comtat de l'estat de Califòrnia dels Estats Units. Segons el cens dels Estats Units del 2020, tenia una població 64.209 habitants. La seu del comtat és Hollister.

## Història
El comtat va ser fundat el 1874 a partir d'un territori tallat al comtat de Monterey. El riu San Benito, que li dóna nom, també inspira el nom de Benitoïta, una pedra preciosa utilitzada en joieria.

## Geografia

### Situació

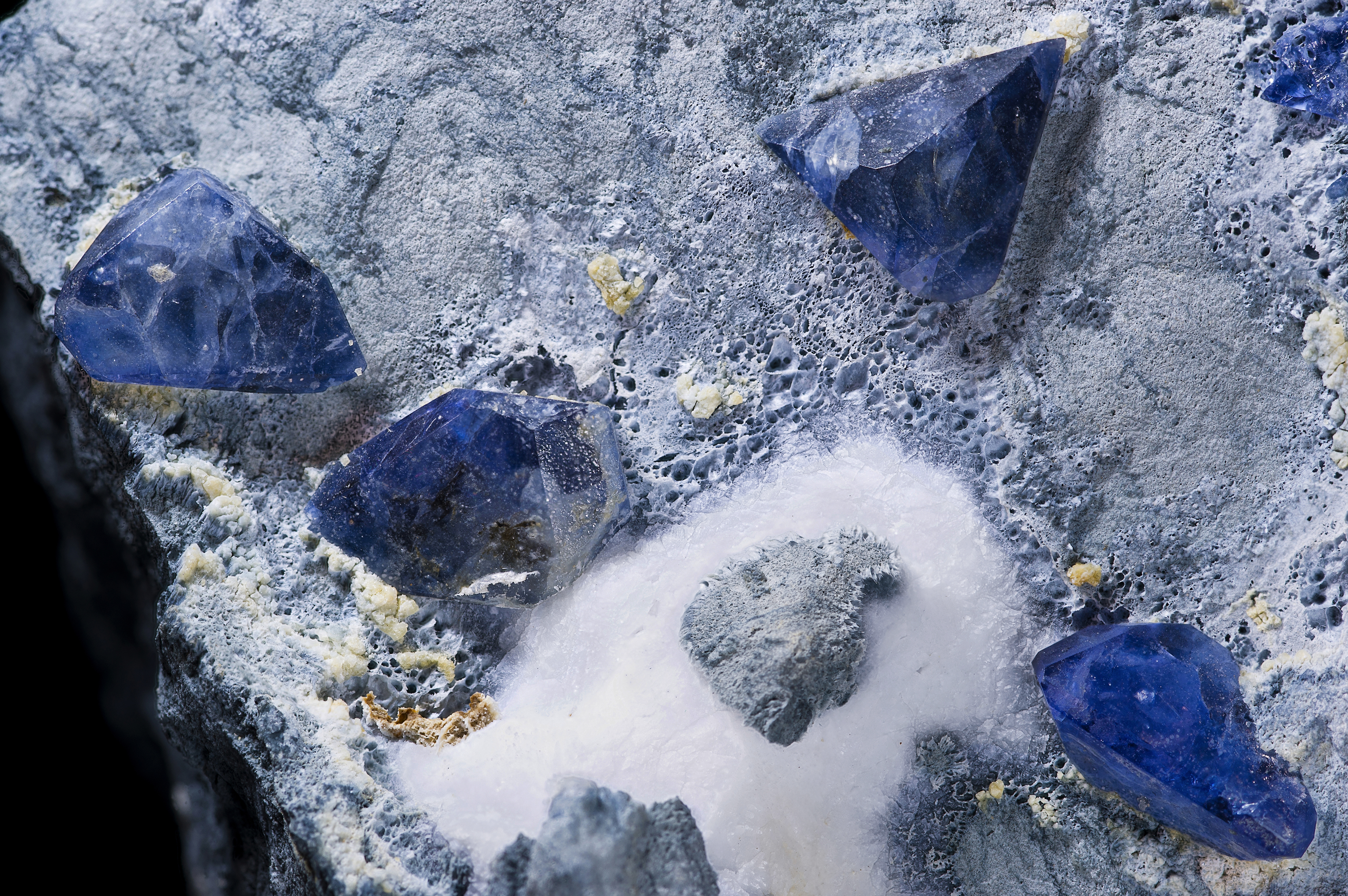
Benitoite de San Benito Co.
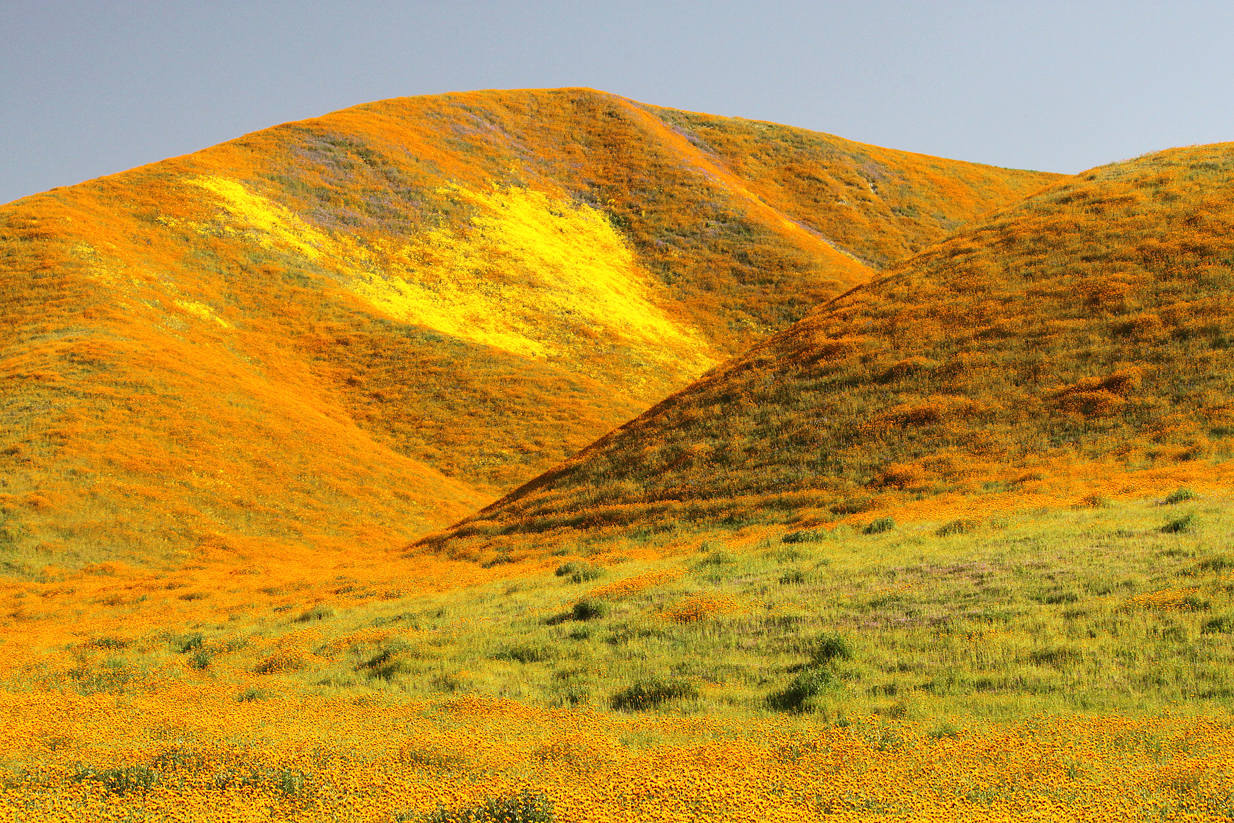
Vall de Bitterwater.
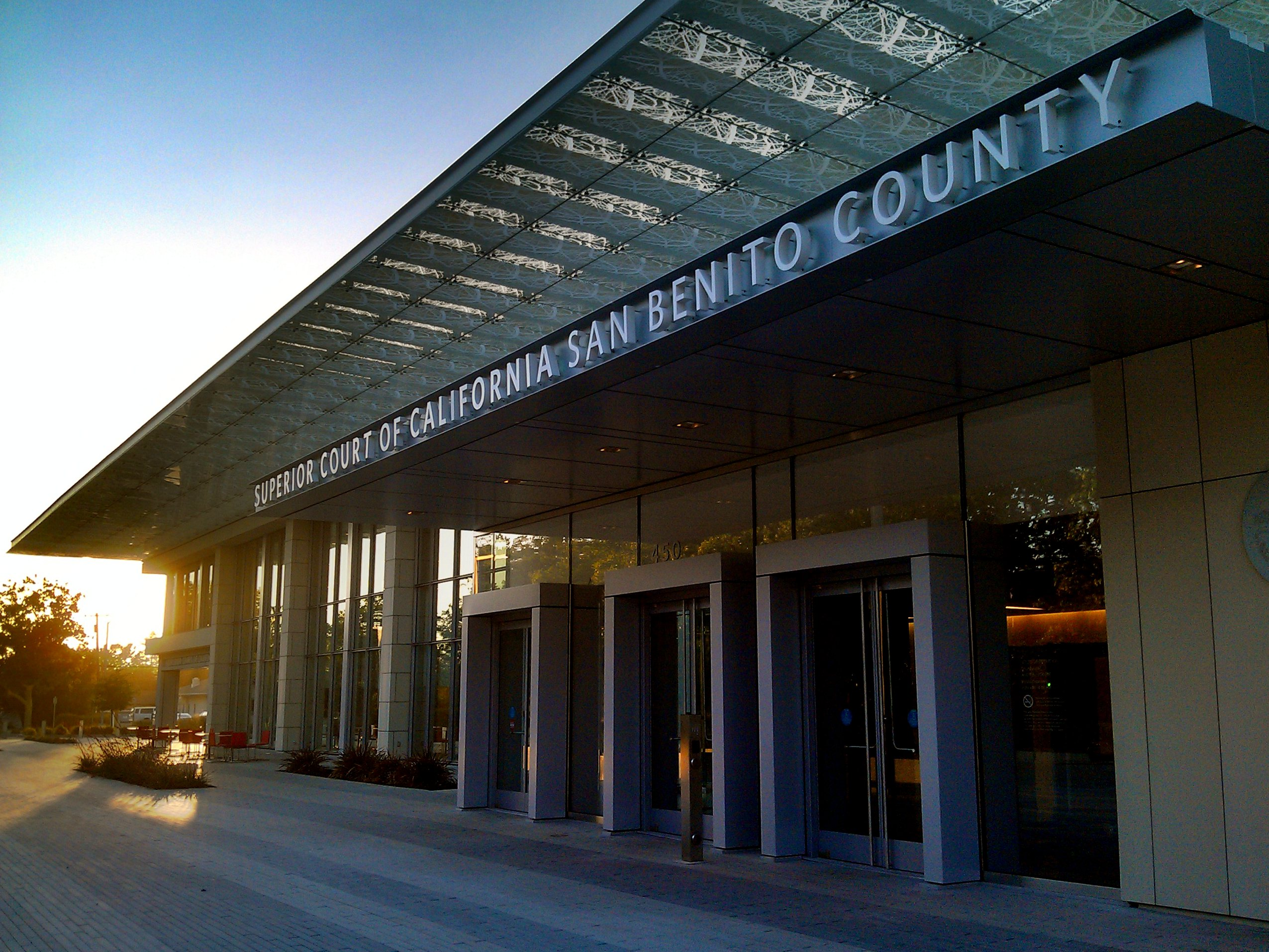
Tribunal Superior de Califòrnia a Hollister, seu del comtat.
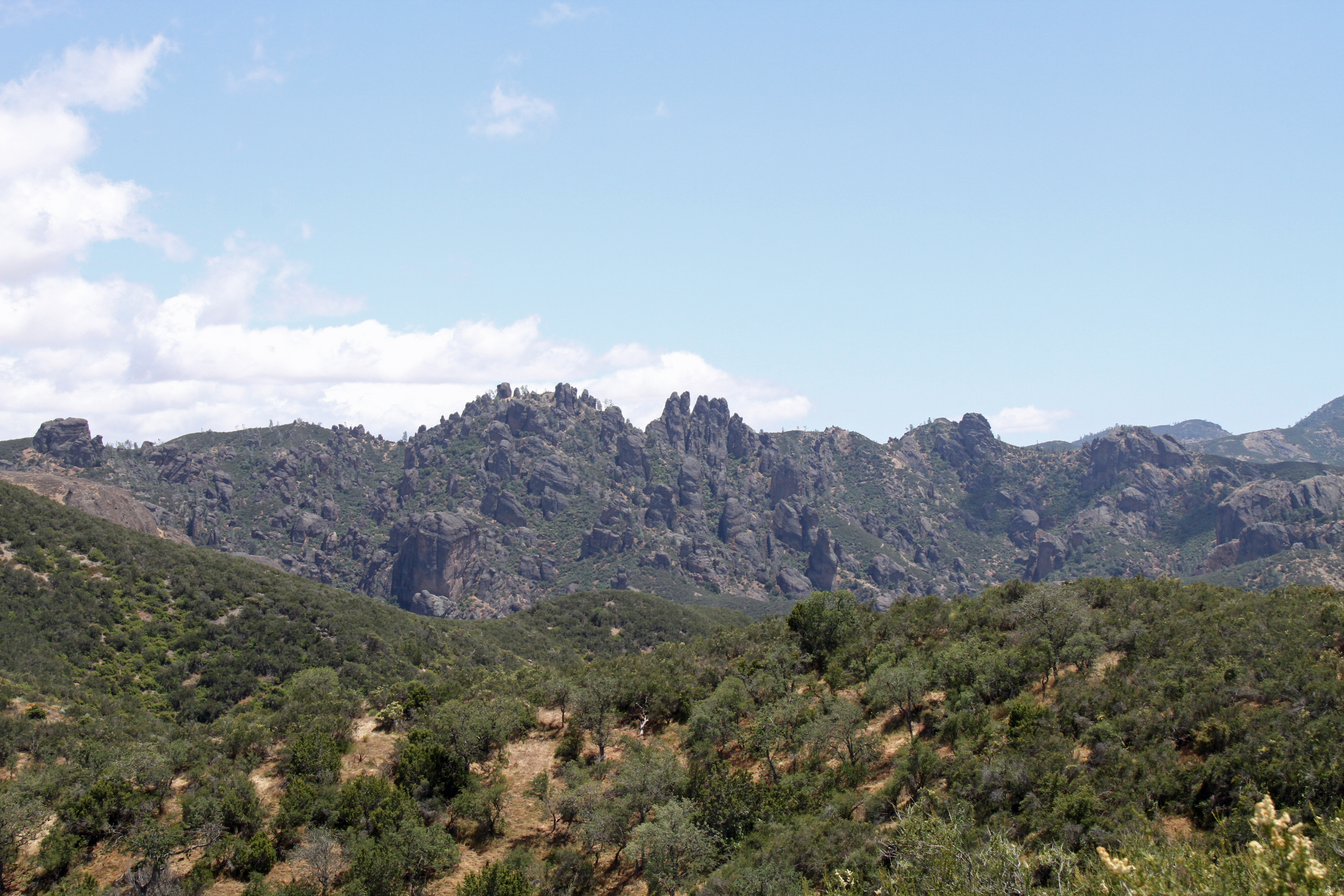
Parc Nacional Pinnacles.
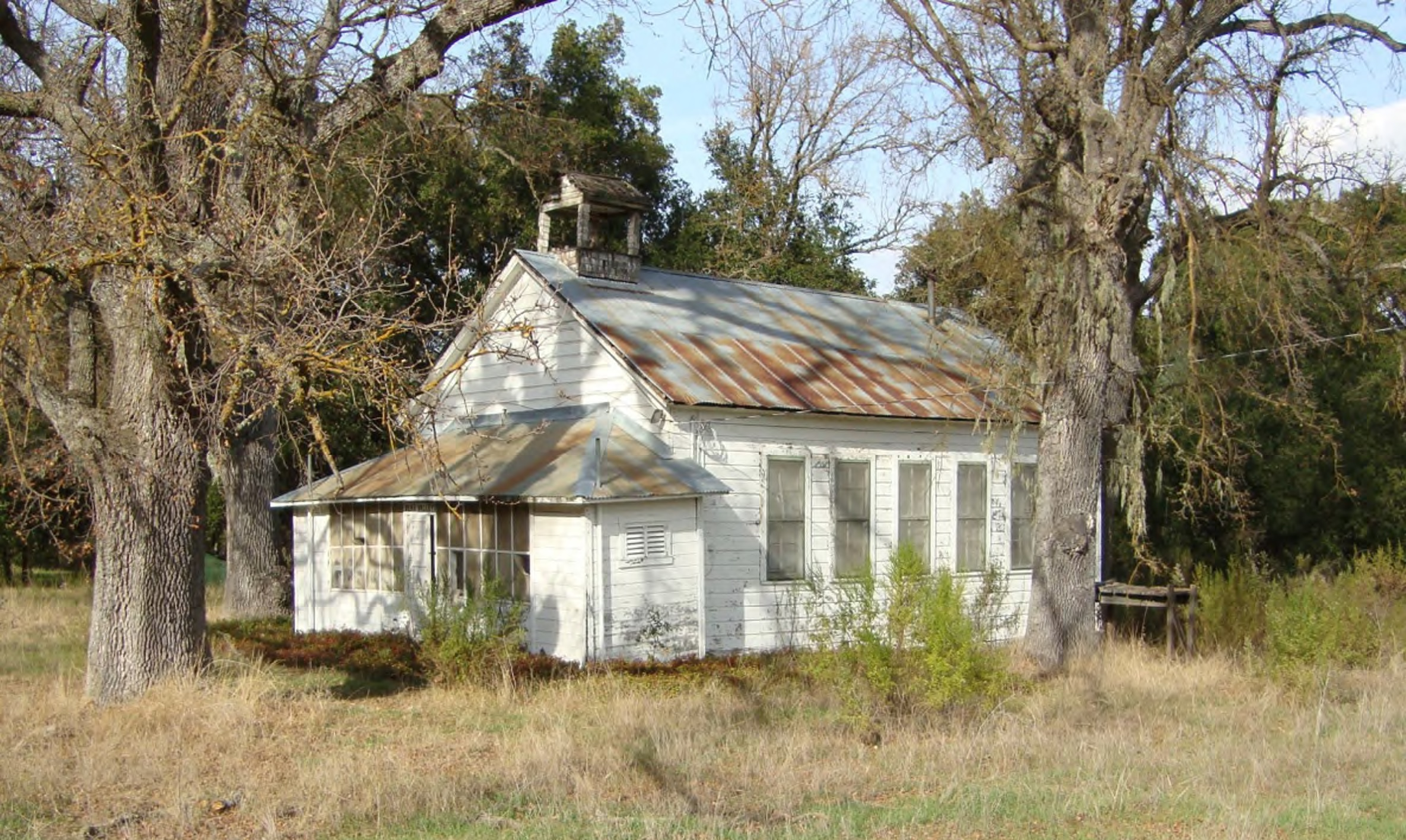
Bear Valley School, escola inclosa al Registre Nacional de Llocs Històrics.

### Localitats
Segons l'Oficina del Cens dels Estats Units, el comtat té una superfície de 3600 km². Té dues poblacions (Hollister i San Juan Bautista) i tres llocs designats pel cens: Aromas (a cavall del comtat de Monterey), Ridgemark i Tres Pinos.

## Demografia
| 1r abril 2010 | 1r juliol 2010 | 1r abril 2020 |
| 55.269        | 55.537         | 64.209        |

L'Oficina del Cens dels Estats Units estima que el 2006 el comtat tenia una població de 55.842 habitants. El 29,9% de la població és menor de 18 anys i un 8,4% de 65 anys i més.
Declaracions de pertinença a un espectacle de raça: 91,1% blanc, 1,5% nadiu americà, 1,3% afroamericà i 3,4% asiàtics. A més i amb independència de les declaracions de pertinença a una raça, el 51,9% de la població és llatina.
| 1880 | 1890 | 1900 | 1910 | 1920 | 1930  | 1940  | 1950  | 1960  | 1970  | 1980  | 1990  | 2000  | 2010  | 2020  |
| ---- | ---- | ---- | ---- | ---- | ----- | ----- | ----- | ----- | ----- | ----- | ----- | ----- | ----- | ----- |
| 5584 | 6412 | 6633 | 8041 | 8995 | 11311 | 11392 | 14370 | 15396 | 18226 | 25005 | 36697 | 53234 | 55269 | 64209 |